# Grafschaft Hanau-Lichtenberg

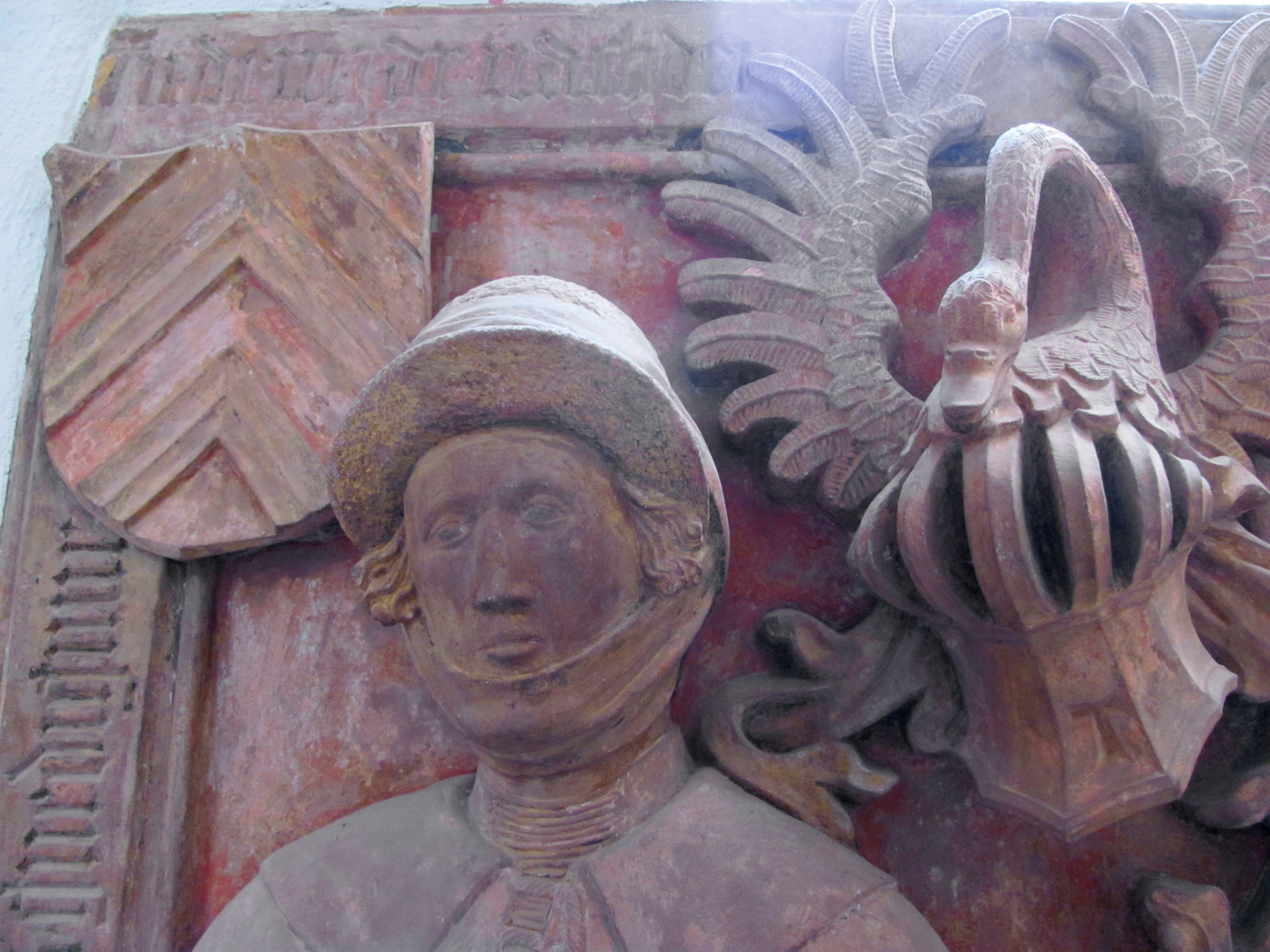
Philipp I. (der Ältere), Stammvater der Linie Hanau-Lichtenberg auf seinem Epitaph in der Stadtkirche St. Nikolaus in Babenhausen

Die Grafschaft Hanau-Lichtenberg war ein Territorium des Heiligen Römischen Reiches. Sie entstand 1456–80 aus einem Teil der Grafschaft Hanau und der halben Herrschaft Lichtenberg. Nach dem Aussterben der Grafen von Hanau-Lichtenberg 1736 fiel sie an Hessen-Darmstadt und Hessen-Kassel. Ihr Zentrum lag im unteren Elsass mit der Hauptstadt Buchsweiler.

## Geschichte

### Die Lichtenberger Erbschaft
1452 starb nach nur einjähriger Regierungszeit Graf Reinhard III. von Hanau (* 1412; † 1452). Erbe war sein erst vier Jahre alter Sohn Philipp I., der Jüngere (* 1449; † 1500). Aus Sorge um den Fortbestand der Dynastie einigten sich die Verwandten und andere wichtige Entscheidungsträger der Grafschaft, das Primogeniturstatut der Familie von 1375, eines der ältesten in Deutschland, nicht anzuwenden und dem Onkel des Erben und Bruder des verstorbenen Reinhard III., Philipp I. dem Älteren (* 1417; † 1480), das Gebiet der Grafschaft Hanau südlich des Mains als Sekundogenitur zukommen zu lassen. Es handelte sich im Wesentlichen um das Amt Babenhausen und die Hanauer Anteile an dem mit der Kurpfalz gemeinschaftlichen Kondominat Umstadt. Diese Ausstattung ermöglichte ihm eine Heirat und das Zeugen erbberechtigter Nachkommen und erhöhte so die Sicherheit für den weiteren Bestand des Grafenhauses. Philipp I. der Ältere nannte sich nun von Hanau-Babenhausen.
Philipp d. Ä. heiratete 1458 Anna von Lichtenberg (* 1442; † 1474), eine der beiden Erbtöchter Ludwigs V. von Lichtenberg (* 1417; † 1474). Nach dem Tod des letzten Lichtenbergers, Ludwigs Bruder, Jakob von Lichtenberg, erhielt Philipp I. d. Ä. 1480 die Hälfte der Herrschaft Lichtenberg im unteren Elsass mit der Hauptstadt Buchsweiler. Hieraus entstand die Linie und Grafschaft Hanau-Lichtenberg. Sein Neffe Philipp I. (der Jüngere) von Hanau und dessen Nachkommen nannten sich in Unterscheidung dazu künftig „Grafen von Hanau-Münzenberg“. Die andere Hälfte der Erbschaft gelangte an den Schwager Philipps d. Ä., Simon IV. Wecker von Zweibrücken-Bitsch. Aus der Lichtenberger Erbschaft erhielt Hanau-Lichtenberg die Ämter
- Buchsweiler
- Hatten
- Lichtenau
- Neuweiler
- Niederbronn
- Pfaffenhofen
- Westhofen und
- Wolfisheim

Darüber hinaus waren zwei weitere Ämter aus dem Erbe nun Kondominate zwischen Hanau-Lichtenberg und Zweibrücken-Bitsch, nämlich:
- Brumath und
- Willstätt

Diese unvollständige Realteilung führte zu einem Dauerkonflikt zwischen den Häusern Hanau-Lichtenberg und Zweibrücken-Bitsch. Die Lage war so verfahren, dass ein schließlich von Kaiser Maximilian I. 1513 vermitteltes Schiedsabkommen neun Jahre zu seiner Umsetzung benötigte: Erst im Herbst 1522 einigten sich die Parteien endgültig darauf, dass das Amt Brumath ganz zu Zweibrücken-Bitsch, das Amt Willstätt dagegen ganz zur Grafschaft Hanau-Lichtenberg kam.
Teile der Grafschaft Hanau-Lichtenberg, besonders die am Oberrhein gelegenen Gebiete und die im Einzugsbereich von Straßburg, waren von den Bauernaufständen um das Jahr 1525 stark betroffen. Die Unruhen wurden regional durch den Vertrag von Renchen beendet. Jedoch fühlte sich Graf Philipp III. von Hanau-Lichtenberg nicht daran gebunden, weil er bei den Verhandlungen zu dem Vertrag nicht ausreichend eingebunden gewesen sei. Diese Erfahrungen ließen den Grafen auch auf die Reformation skeptisch reagieren. Erst sein Sohn, Graf Philipp IV., führte sie in der lutherischen Variante ein.

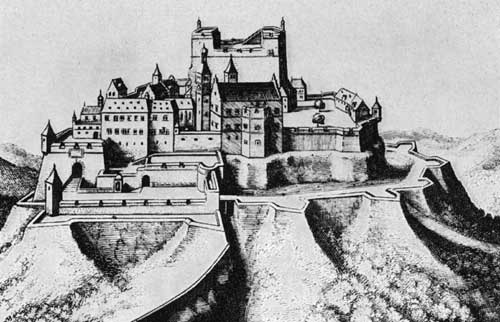
Burg Lichtenberg (Elsass) nach einem Stich von Merian 1663

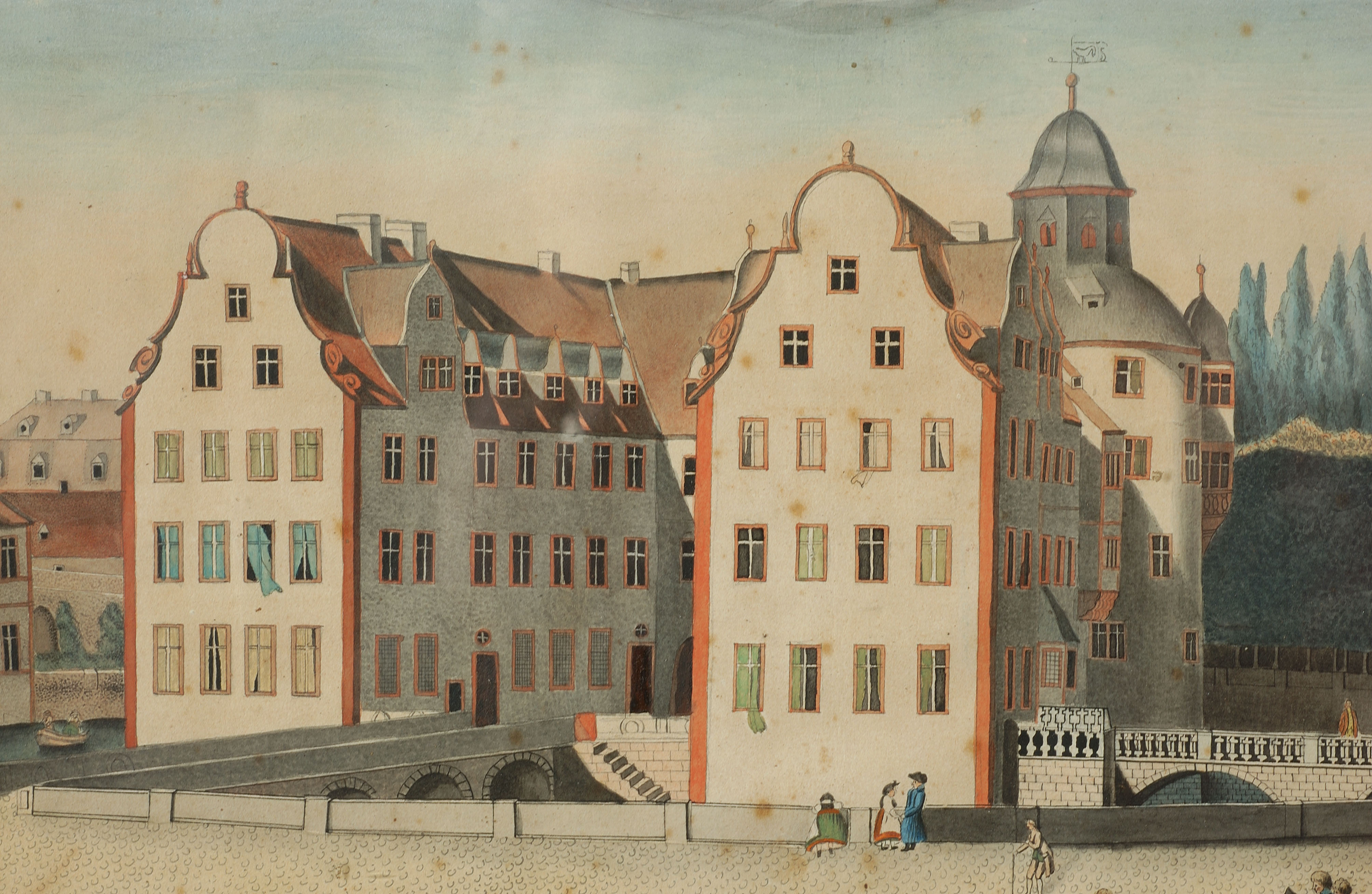
Schloss Buchsweiler

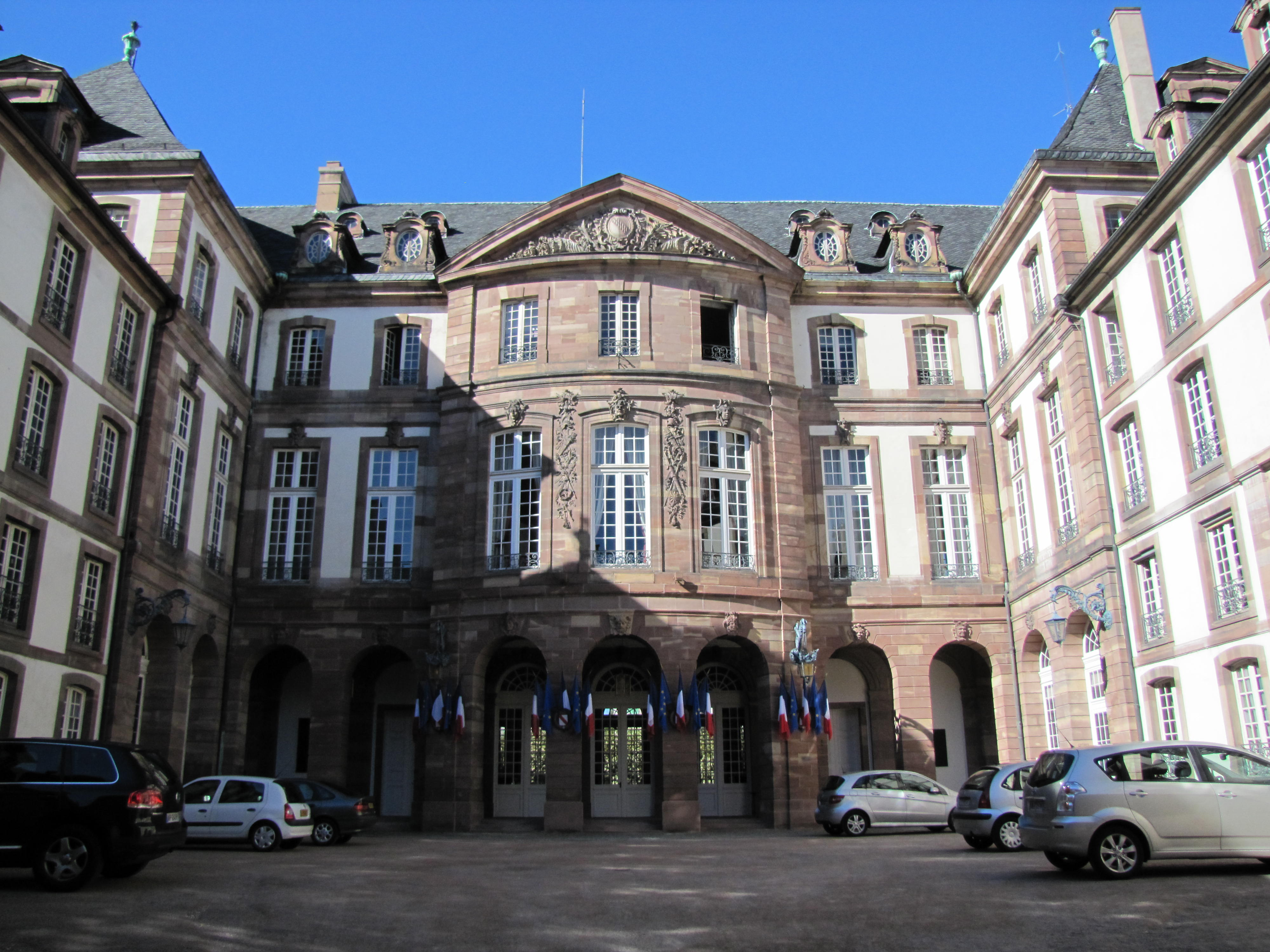
Hanauer Hof, Stadtresidenz der Grafen von Hanau-Lichtenberg in Straßburg

### Die Zweibrücker Erbschaft
1570 kam es zum nächsten großen Erbfall. Graf Jakob von Zweibrücken-Bitsch (* 1510; † 1570) und sein schon 1540 verstorbener Bruder Simon V. Wecker hinterließen nur jeweils eine Tochter. Die Tochter von Graf Jakob, Margarethe (* 1540; † 1569), war mit Philipp V. von Hanau-Lichtenberg (* 1541; † 1599) verheiratet. Zu dem Erbe zählte die zweite, nicht bereits durch Hanau-Lichtenberg regierte, Hälfte der Herrschaft Lichtenberg, die Grafschaft Zweibrücken-Bitsch und die Herrschaft Ochsenstein. Zunächst entspann sich nach dem Erbfall ein Streit zwischen den Ehemännern der beiden Cousinen, Graf Philipp I. von Leiningen-Westerburg und Graf Philipp V. von Hanau-Lichtenberg. Letzterer konnte sich aber gegen Philipp I. durchsetzen. Damit kamen aus der Grafschaft Zweibrücken-Bitsch folgende Gebiete zur Grafschaft Hanau-Lichtenberg:
- Herrschaft Bitsch
- Amt Brumath (aus der Lichtenberger Erbschaft)
- Amt Ingweiler (aus der Lichtenberger Erbschaft)
- Amt Lemberg
- Amt Offendorf
- Amt Willstätt  (aus der Lichtenberger Erbschaft)
- Wörth (aus der Lichtenberger Erbschaft)

Teile der Grafschaft Zweibrücken-Bitsch waren Lehen des Herzogtums Lothringen. Philipp V. von Hanau-Lichtenberg machte sich durch die sofortige Einführung der Reformation mit lutherischem Bekenntnis dieses mächtige und römisch-katholische Herzogtum zum Feind: Es zog die Lehen ein. Im Juli 1572 besetzten lothringische Truppen die Grafschaft und machten die Reformation rückgängig. Da Philipp V. der lothringischen Übermacht nicht gewachsen war, wählte er den Rechtsweg. Beim Prozess vor dem Reichskammergericht konnte sich Lothringen aber darauf berufen, dass zum einen erhebliche Gebiete von Zweibrücken-Bitsch lothringische Lehen waren und dass zum anderen die Leininger Grafen 1573 ihre Erbansprüche an Lothringen verkauft hatten.
Erst 1604 und 1606 kam es zu einer vertraglichen Regelung zwischen Hanau-Lichtenberg und Lothringen. Sie beinhaltete eine Teilung und berücksichtigte die alten Verträge: Die Herrschaft Bitsch fiel an Lothringen zurück und das Amt Lemberg, das ein Allod der Zweibrücker Grafen gewesen war, wurde Hanau-Lichtenberg zugeteilt. Dadurch blieb das Bitscherland katholisch, während im Amt Lemberg die lutherische Konfession eingeführt wurde.

### Vereinigung mit Hanau-Münzenberg

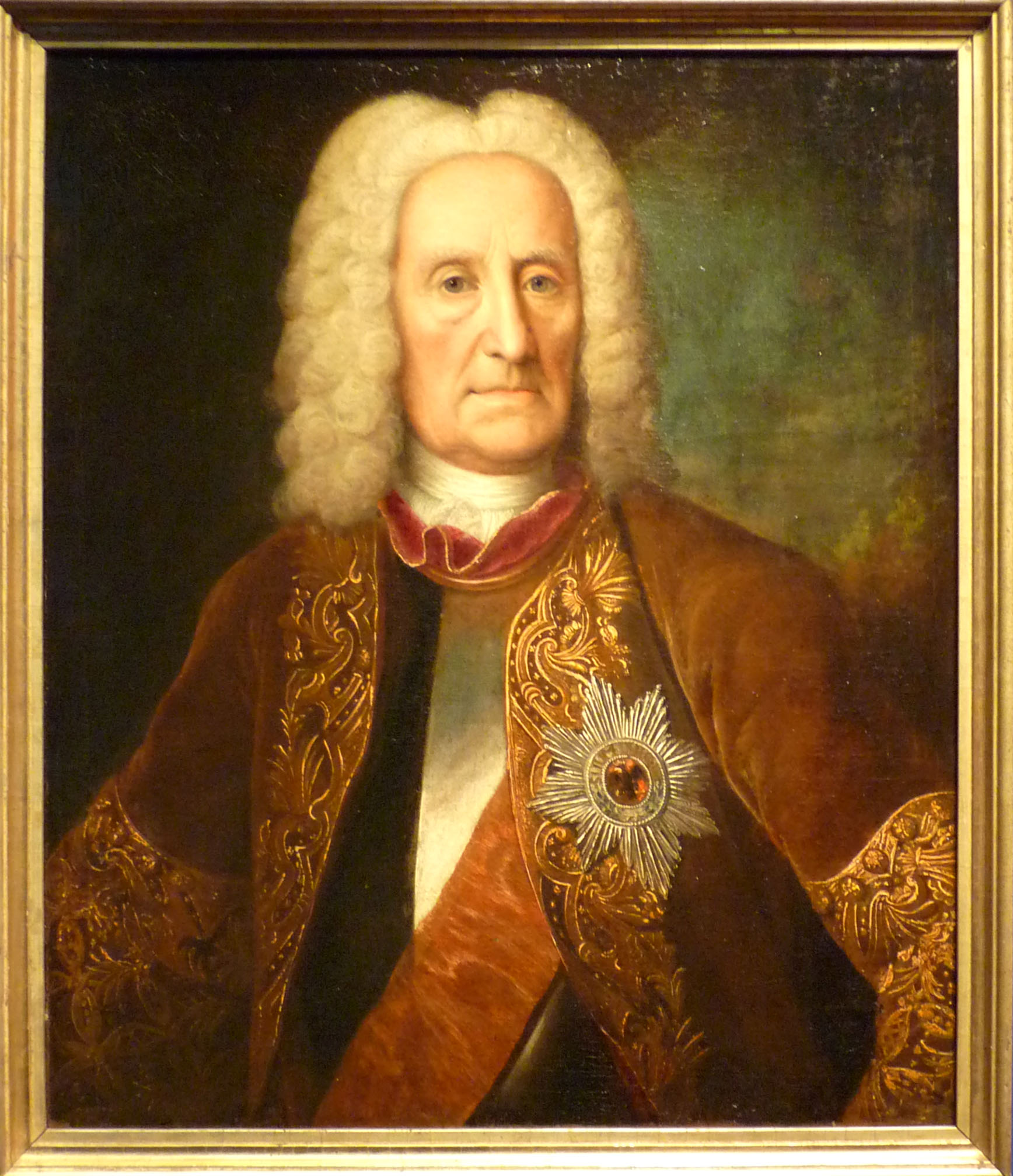
Johann Reinhard III. von Hanau-Lichtenberg, letzter der Linie

1642 starben die Grafen von Hanau-Münzenberg in der männlichen Linie aus. In Hanau-Lichtenberg regierte zu dieser Zeit der erst neunzehnjährige Graf Friedrich Casimir (* 1623; † 1685). Noch herrschte der Dreißigjährige Krieg, die Verwandtschaftsbeziehung zu dem verstorbenen letzten Hanau-Münzenberger war nur weitläufig, und der Herrschaftsantritt war keineswegs gesichert. Auf Schleichwegen und inkognito wurde Graf Friedrich Casimir von seinem Vormund, Freiherr Georg II. von Fleckenstein-Dagstuhl (* 1588; † 1644), nach Hanau gebracht. Dort musste er zunächst dem Patriziat der Neustadt eine Reihe von Zugeständnissen vertraglich zusichern, bevor er die Herrschaft antreten konnte. Dazu zählte vor allem die Religionsfreiheit für die reformierte Konfession, die „Staatsreligion“ in Hanau-Münzenberg, denn Hanau-Lichtenberg war lutherisch geblieben und Friedrich Casimir war selbst Lutheraner. Im folgenden Jahr gelang es mit Hilfe der Landgräfin Amalie Elisabeth von Hessen-Kassel (* 1602; † 1651), einer geborenen Gräfin von Hanau-Münzenberg, die Ansprüche des Grafen Friedrich Casimir auch gegenüber dem Erzbischof von Mainz durchzusetzen. Im Gegenzug dazu schloss er mit der Landgräfin einen Erbvertrag des Inhalts, dass, sollte das Haus Hanau aussterben, Hanau-Münzenberg an Hessen-Kassel fallen solle. 1647 heiratete Friedrich Casimir die zwanzig Jahre ältere Witwe seines Hanau-Münzenberger Vorgängers, Sibylle Christine von Anhalt-Dessau (* 1603; † 1686). Der Schritt war wohl durch die prekäre Finanzlage der Grafschaft notwendig geworden, denn er ersparte die Dotation für die Gräfin-Witwe. Die Ehe blieb kinderlos.
1680 wurden die im Elsass gelegenen Teile der Grafschaft im Rahmen der ‚Reunionspolitik‘ Ludwigs XIV. vom Königreich Frankreich annektiert. Das bedeutete vor allem Beschränkungen für die Lutheraner. In zahlreichen Gemeinden wurden die Kirchen in Simultankirchen umgewandelt, Lutheraner und Römisch-katholische mussten sich den Gottesdienstraum teilen. Allerdings blieb das Luthertum in der Grafschaft stark: Es gab 55 Kirchengemeinden im elsässischen Teil, das war mehr als ein Drittel aller lutherischen Gemeinden im Elsass.
Das Erbe des kinderlos verstorbenen Grafen Friedrich Casimir fiel an die beiden Söhne seines Bruders Johann Reinhard II. (* 1628; † 1666): Graf Philipp Reinhard (* 1664; † 1712) erhielt Hanau-Münzenberg und Graf Johann Reinhard III. (* 1665; † 1736) Hanau-Lichtenberg. Die Grafschaft Hanau-Lichtenberg war damit wieder selbstständig. Als Philipp Reinhard ohne direkte Erben starb, erbte sein Bruder Johann Reinhard III. auch den Hanau-Münzenberger Landesteil, und die Grafschaft Hanau wurde nochmals vereinigt.

### Nachfolge
1736 starb mit Johann Reinhard III. der letzte männliche Vertreter des Hauses Hanau. Aufgrund des Erbvertrags von 1643 fiel der Hanau-Münzenberger Landesteil an Hessen-Kassel, aufgrund der Ehe der einzigen Tochter des letzten Hanauer Grafen, Charlotte (* 1700; † 1726), mit dem Erbprinzen Ludwig (VIII.) (* 1691; † 1768) von Hessen-Darmstadt die Grafschaft Hanau-Lichtenberg nach dort. Jahrzehntelang umstritten blieb zwischen Hessen-Kassel und Hessen-Darmstadt die Zugehörigkeit des Amtes Babenhausen zum Münzenberger oder Lichtenberger Erbteil. Dieser Streit wurde erst nach 40 Jahren durch den Partifikationsrezess, eine Realteilung, beigelegt.
1803 kam das inzwischen so genannte Hanauerland rechtsrheinisch an das Großherzogtum Baden, linksrheinisch zum größten Teil an Frankreich. Nur das Gebiet um Pirmasens fiel 1816 an Bayern.

## Gliederung
Das Kondominat Umstadt unterstand bis 1504 hälftig Hanau-Lichtenberg. Seit etwa 1680 waren die meisten linksrheinischen Ämter im Elsass im Rahmen der Reunionspolitik Ludwigs XIV. vom Königreich Frankreich annektiert worden, das linksrheinische Amt Lemberg und die rechtsrheinischen Gebiete verblieben unter deutscher Souveränität. Unter vom Reich nicht anerkannter französischer Souveränität standen ab 1680 die Ämter Brumath, Buchsweiler, Hatten, Ingweiler, Offendorf, Pfaffenhofen, Westhofen, Wörth und Wolfisheim. Außerhalb französischer Souveränität verblieben die Ämter Babenhausen, Lemberg, Lichtenau und Willstätt.

## Wappen
1626 führte Hanau-Lichtenberg folgendes Wappen: Gevierteilter Schild: 1. In Gold drei rote Sparren der Grafen von Hanau, 2. In Gold der rote Löwe der Grafen von Zweibrücken, 3. In Silber ein schwarzer Löwe, rot gerahmt, der Herren von Lichtenberg, 4. In Rot zwei silberne Balken der Herrschaft Ochsenstein, darüber gelegt ein roter Mittelschild, golden gerahmt, für Bitsch.

## Literatur

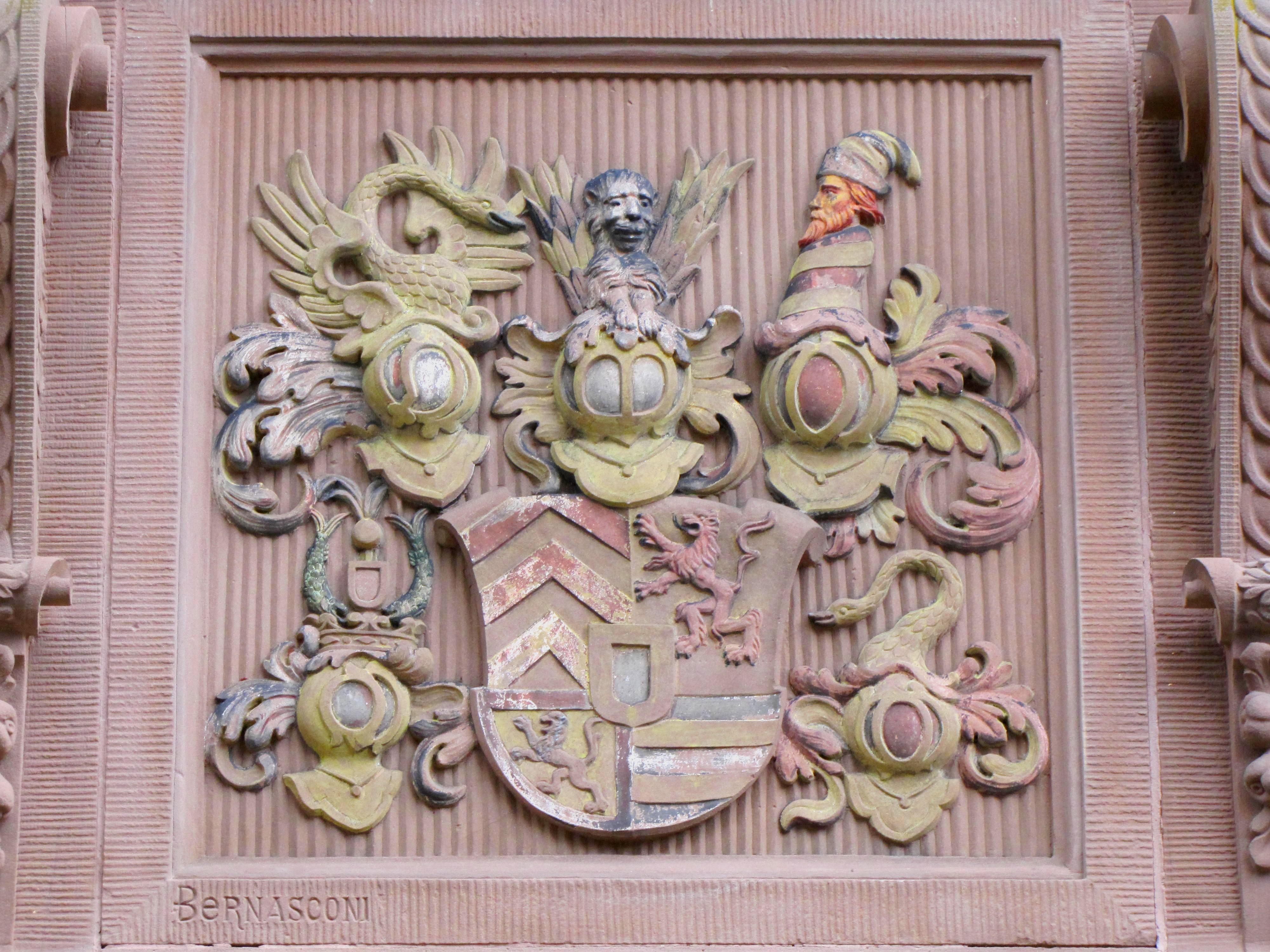
Wappen der Grafen von Hanau-Lichtenberg an der gräflichen Kanzlei in Bouxwiller